# Cornete nasal
Los cornetes (también llamados en algunas partes de América conchas nasales) son estructuras formadas por hueso compacto, cuya cubierta es una delgada y delicada mucosa nasal. Se ubican en las partes laterales de cada cámara nasal. Su número por lo general es de tres, aunque pueden llegar a cinco.
Su irrigación sanguínea es rica y abundante, similar a la inervación, haciéndolos muy sensibles a cambios de temperatura, lo que facilita su trabajo.

## Funciones de los cornetes
- Humidificar el aire que llega a los pulmones
- Filtrar el aire que se respira
- Calentar el aire antes de que ingrese a los pulmones, para ello su porción interna está altamente vascularizada (tiene un saco de sangre), lo que produce un aumento de temperatura en el aire inhalado antes de que este entre a los pulmones. En temperaturas bajas, inhalar por la nariz puede evitar el broncoespasmo.
- Proporcionan la mayor parte de mucosa nasal para que el aire fluya.

Debido a estas características particulares, inhalar aire por la nariz en climas con elevada humedad y altas temperaturas, produce una vasodilatación que puede causar una epistaxis (sangrado por la nariz).

## Estructura
Los cornetes nasales se dividen en cornete inferior, medio y superior, donde el cornete superior y medio están insertados en el hueso del etmoides, y el cornete inferior se va a insertar en el hueso palatino. Debajo de cada uno de los cornetes, como arropándolos o protegiéndolos, están los meatos del mismo nombre, que son las vías de comunicación de la nariz con los senos paranasales, y que sirven como puertas de salida del moco que exudan los senos.
Medio: está insertado en el hueso etmoides.
Inferior: es una lámina ósea compacta, con dos caras, interna y externa, dos bordes y dos extremos.